# 小川和紗

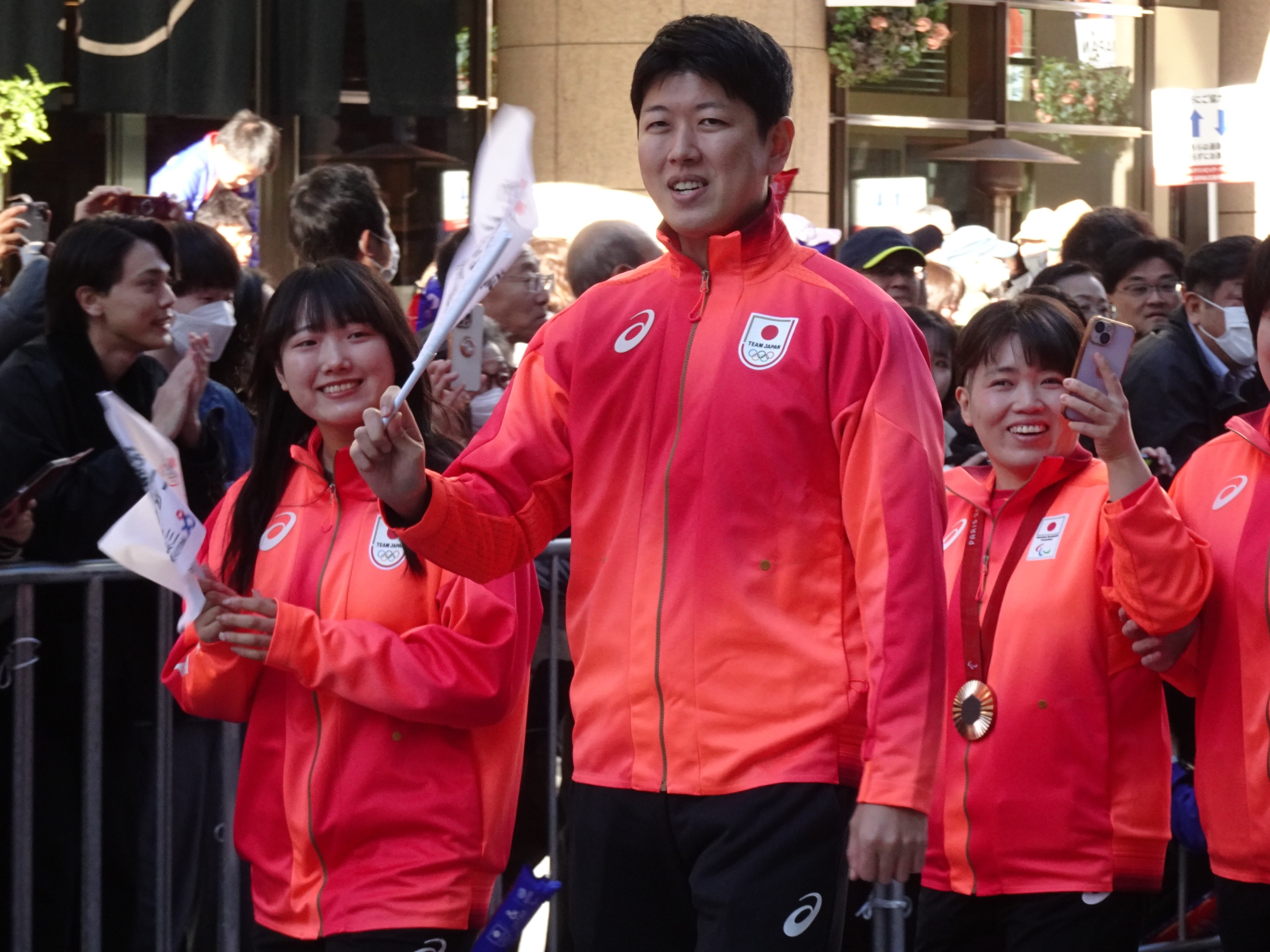
2024年11月30日の「パリ2024オリンピック・パラリンピック TEAM JAPAN応援感謝イベント」での小川和紗(右)

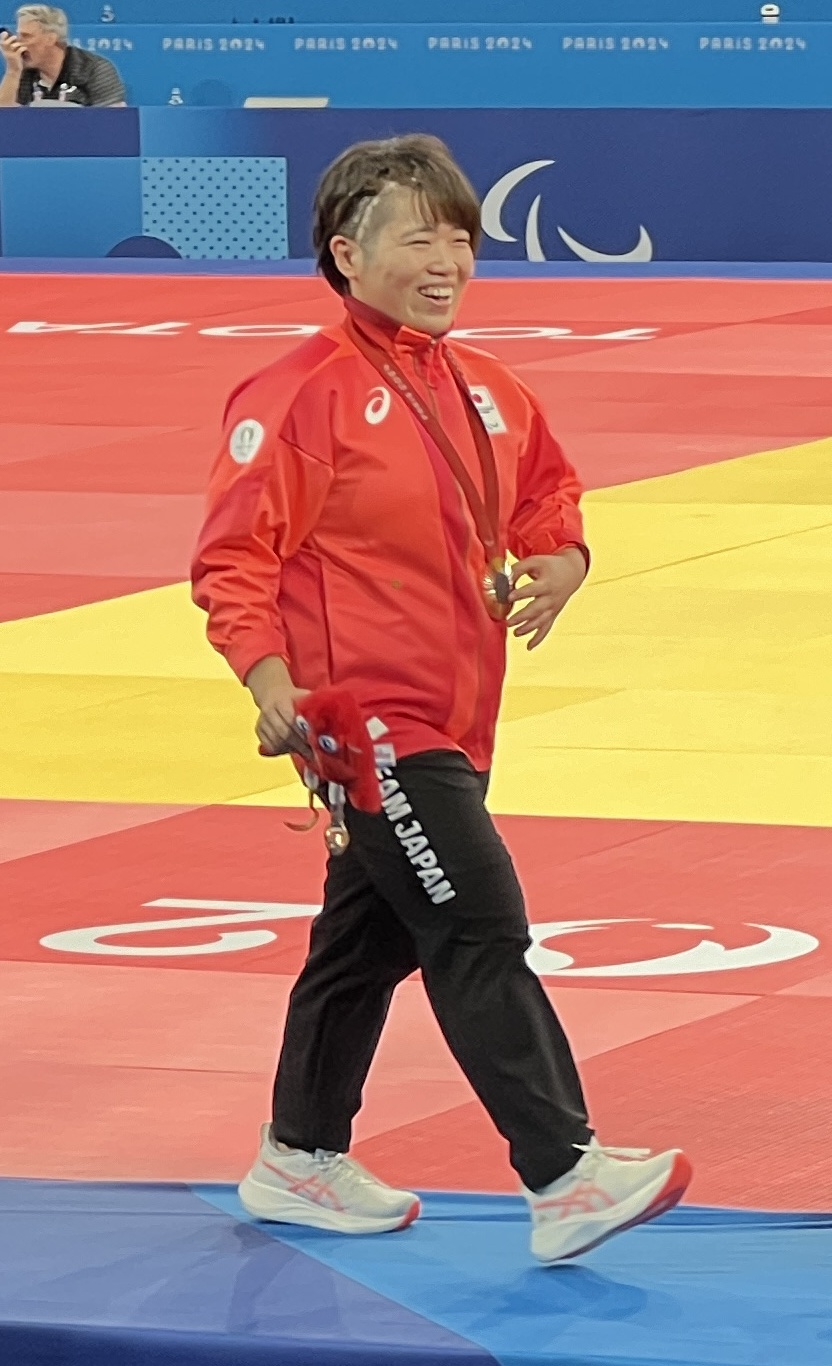
パリパラリンピックで

小川 和紗（おがわ かずさ、1997年2月16日 - ）は、千葉県市原市出身の日本の柔道家。身長151cm。階級は70kg級。得意技は背負投。

## 人物
先天性の視神経膠腫を患っており、視力は左右ともに0.01程度だという。小学生の時は陸上競技に取り組んでいたが、中学1年の時に柔道を始めた。健常者と一緒に柔道に携わっていたが、視力低下の影響で高校2年の時に盲学校へ転向すると柔道も中断した。しかし、卒業間際になって視覚障害者柔道を教師に勧められたことがきっかけで、練習を再開した。専門学校に進むと、あん摩マッサージ指圧師の国家資格を取得した。その後はオー・エル・エムの所属となった。151cmと小柄ながらも背負投を武器に、全日本視覚障害者柔道大会の70kg級では2018年から2連覇すると、世界選手権では7位、2019年の東京国際視覚障害者柔道選手権大会では2位になった。2021年8月に日本武道館で開催された東京パラリンピックに出場すると、準決勝で一本負けするも、3位決定戦は技ありで勝利して銅メダルを獲得した。2024年9月のパリパラリンピックでは前大会に続いて銅メダルを獲得した。